# 何昌寓
何昌㝢（447年—497年），字儼望。廬江郡灊县（今安徽省霍山县北）人，中国南朝宋、南朝齐官员，太常何攸之之子。
刘宋建安王劉休仁为揚州刺史，召何昌㝢为揚州主簿。转任司徒行参軍，历任太傅五官、司徒東閤祭酒、尚書儀曹郎。474年（元徽二年），建平王劉景素担任征北将軍、南徐州刺史，何昌㝢为征北府主簿。因为要養老母求官禄，出任湘東郡太守。后为蕭道成属下驃騎功曹。476年（元徽四年），劉景素乱起敗死，何昌㝢向蕭道成、褚淵上书申訴劉景素的冤屈。
483年（永明元年），南齐竟陵王蕭子良上表置文学官，何昌㝢担任竟陵王文学，受到厚遇。转为豫章王萧嶷扬州别驾，被蕭嶷看重。转任太子中庶子，出任臨川郡内史。担任廬陵王中軍長史，没有任命，再任太子中庶子，兼屯騎校尉。转任吏部郎、侍中。494年（隆昌元年）、臨海王蕭昭秀担任荊州刺史，何昌㝢作为属下的西中郎長史、輔国将軍、南郡太守，行荊州事。所历州郡皆清廉不贪，为官清白，为士林所称道。齐明帝殺害諸王，派遣徐玄慶（《南史》裴叔業）西上。徐玄慶入荊州，指使何昌㝢。何昌㝢拒絶，蕭昭秀于是得以回到建康。
495年（建武二年），何昌㝢为侍中，兼長水校尉。官至吏部尚书，再任侍中，兼驍騎将軍。497年（建武四年），何昌㝢去世。享年五十一岁，追贈太常。谥简子。《全上古三代秦汉三国六朝文》存其文二篇。

## 延伸阅读
[在维基数据编辑]
 《南齊書·卷43》，出自萧子显《南齊書》